# La Fièvre au corps
Pour les articles homonymes, voir Body Heat (homonymie).
Pour plus de détails, voir Fiche technique et Distribution.
La Fièvre au corps (Body Heat) est un thriller érotique américain réalisé par Lawrence Kasdan, sorti en 1981. Premier long métrage du réalisateur, il met en vedette William Hurt et Kathleen Turner. Il est souvent considéré comme un hommage au film noir en particulier grâce à la présence et à l'importance d'une femme fatale dans le récit.

## Synopsis
Ned Racine est un avocat incompétent et assez miteux de Floride. Un soir, il rencontre Matty Walker, une femme splendide mariée à un homme riche. Il ne peut s'empêcher de la courtiser. Elle succombe assez vite à ses avances. Dans les jours qui suivent, l'amour dévorant qui les unit prend de plus en plus d'envergure. Ils conviennent de tuer le mari encombrant, Edmund, notamment pour récupérer une partie de sa fortune. Au lendemain du crime, ce sont deux très bons amis de Ned, un flic et un procureur, qui mènent l'enquête. Bientôt, ils commencent à suivre la piste du couple.

## Fiche technique
Sauf indication contraire, les informations mentionnées dans cette section peuvent être confirmées par la base de données cinématographiques IMDb,  présente dans la section « Liens externes ».
- Titre : La Fièvre au corps
- Titre original : Body Heat
- Réalisation et scénario : Lawrence Kasdan
- Scénario : Lawrence Kasdan
- Décors : Rick Gentz
- Costumes : Renie Conley
- Photographie : Richard H. Kline
- Montage : Carol Littleton
- Musique : John Barry
- Production : Fred T. Gallo

Producteur associé : Robert Grand
Producteur délégué : George Lucas (non crédité)
- Société de production : The Ladd Company
- Société de distribution : Warner Bros. (États-Unis)
- Pays de production :  États-Unis
- Budget : 9 millions de dollars
- Langue : anglais
- Format : 1,85:1
- Genre : Néo-noir[1], thriller érotique
- Durée : 113 minutes
- Dates de sortie :
  - États-Unis : 28 août 1981
  - France : 24 février 1982

## Distribution
- William Hurt (VF : Richard Darbois) : Ned Racine
- Kathleen Turner (VF : Yolande Folliot) : Matty Walker
- Richard Crenna (VF : Marc Cassot) : Edmund Walker
- Ted Danson (VF : Jean Roche) : Peter Lowenstein
- J. A. Preston (VF : Georges Aminel) : Oscar Grace
- Mickey Rourke (VF : Pierre Jolivet) : Teddy Lewis
- Kim Zimmer (VF : Évelyn Séléna) : Mary Ann Simpson
- Jane Hallaren (VF : Annie Balestra) : Stella
- Lanna Saunders : Roz Kraft
- Carola McGuinness (VF : Arlette Thomas) : Heather Kraft
- Michael Ryan (VF : William Sabatier) : Miles Hardin
- Larry Marko (VF : Marc de Georgi) : le juge Costanza
- Deborah Lucchesi : Beverly, la secrétaire de Ned [2]
- Lynn Hallowell : Angela
- Thom Sharp (VF : Serge Lhorca) : Michael Glenn
- Ruth Thom : Mrs.Singer
- Diane Lewis : Glenda
- Ruth P. Strahan : Betty, la domestique
- Robert Traynor : Le gardien de prison
- Meg Kasdan : une infirmière
- Filomena Triscari : l'hôtesse chez Tulio
- Bruce A. Lee : l'homme sur la plage

## Production

### Genèse et développement
Avec ce film Lawrence Kasdan veut notamment rendre hommage au film noir, notamment à Assurance sur la mort (1944, Billy Wilder), Quand la ville dort (1950, John Huston) et La Griffe du passé (1947, Jacques Tourneur). Ainsi, le personnage de Matty Walker s'inspire de Lauren Bacall.
Le rôle de Ned Racine est proposé à Christopher Reeve, qui le refuse. Jeff Goldblum est quant à lui envisagé pour incarner Peter Lowenstein. Le film marque les débuts à l'écran de l'actrice Kathleen Turner.
Sylvia Kristel a auditionné pour le rôle de Matty Walker.

### Tournage
Le tournage devait initialement avoir lieu à New York et ses environs. En raison d'une grève de l'International Brotherhood of Teamsters, il se déroule finalement en Floride (Lake Worth, Palm Beach, Hollywood, Delray Beach, Hypoluxo) ainsi qu'à Hawaï (Kauai).

## Accueil

### Critique
Le film est clairement divisé en deux parties.
La première (jusqu'au meurtre d'Edmund Walker) évoque la trame classique du triangle mari-femme-amant à la manière de Le facteur sonne toujours deux fois.
Ensuite, le héros Ned Racine comprend qu'il a été manipulé par une femme qui agit pour son compte afin de dérober l'argent de son mari. Racine met en évidence le problème de l'imposture de la criminelle dont l'identité est usurpée. On se rapproche alors des protagonistes féminines de La Sirène du Mississipi, J'ai épousé une ombre ou encore Pas de printemps pour Marnie. Le film dresse le portrait d'une femme perverse et criminelle, qui se sert des protagonistes comme de pantins.
Lawrence Kasdan nous montre avant le meurtre son personnage principal se rendre à Miami et croiser un clown dans une voiture ancienne. Cette scène n'est jamais expliquée. Le jeune avocat est alors interloqué et perd son sourire. Dans la deuxième partie du film, lorsqu'il devient évident que la fausse Matty Walker se joue de lui, Ned Racine ne se défend jamais. Il feint de croire à tous les mensonges que Matty lui rétorque lorsqu'il profère des accusations et qu'elle répond par des déclarations d'amour. Il se montre lâche et passif comme le héros malheureux de La Sirène du Mississipi. Lorsqu'il lui dit ne pas être dupe qu'elle a voulu le tuer en faisant exploser la remise à bateaux, elle nie et pour lui prouver sa bonne foi va l'ouvrir. Il hésite, puis se lance à sa poursuite pour l'empêcher de mourir, ne comprenant pas qu'il est encore une fois victime d'un subterfuge.
Roger Ebert inclut La Fièvre au corps dans son top 10 des films sortis en 1981. Le film figure par ailleurs dans l'ouvrage 1001 films à voir avant de mourir.

### Box-office
Avec un budget de 9 millions de dollars, le film a rapporté $24,058,838.